# Fala (miesięcznik)
Fala – erotyczno-literacki miesięcznik gadzinowy ukazujący się w latach 1940–1943 w Generalnym Gubernatorstwie. Pisywali do niego m.in. Alfred Szklarski i Helena Wielgomasowa.